# Сан-Томмазо-Апостоло (Ортона)
Сан-Томма́зо-Апо́столо (итал. Basilica Concattedrale di San Tommaso Apostolo — базилика Святого Апостола Фомы) — собор в архиепархии Ланчано-Ортона Римско-католической церкви в городе Ортона, в провинции Кьети, в регионе Абруццо, в Италии.
С XIII века в храме покоятся мощи Святого Фомы, Апостола.

## История
Первоначально церковь называлась Санта-Мария-дельи-Анджели, и была освящена 10 ноября 1127 года. Церковь пострадала во время землетрясения и была восстановлена в архитектурном стиле, который в то время господствовал в южных областях Апеннинского полуострова. 17 февраля 1427 года в этом храме был торжественно провозглашен мир между городами Ланчано и Ортона при посредничестве Святого Иоанна Капистранского. Здание пострадало от огня, когда летом 1566 года турецкие войска Пиале Паши пытались поджечь Ортону. По преданию город спас от пожара Святой Апостол Фома. Четыре года спустя, храм освященный в честь него был возведен в ранг собора, и Ортона получила своего епископа в лице Джандоменико Ребиба, родственника кардинала Шипьоне Ребиба, архипресвитера местной церкви. Храм был осквернен французскими войсками в 1799 году и нацистами в 1943 году. Сразу после войны церковь восстановили, и 5 сентября 1949 года храм освятил монсеньор Джоаккино Ди Лео, епископ Ортоны.

### Базилика
Фасад был перестроен в 1947 году, после разрушенного нацистами фасада XVIII века. Также были разрушены половина купола и портик с девятью колоннами XIV века. Остался неизменным только портал эпохи вхождения этой области в Священную Римскую империю (швабский период). Выходящий на площадь портал, созданный в 1311 году Никола Манчини, реконструировали после войны из руин. В люнете над ним изображены Богоматерь с младенцем и святыми Иоанном Крестителем и Иоанном Богословом. На фасаде сохранились стрельчатые арки, капители швабского периода и готические окна. На новой колокольне находится большой колокол 1605 года. Апсида датируется XIV веком. Внутреннее убранство относится к XIII веку. Свод центрального нефа был построен в XVIII веке. В старой сакрестии (ризнице) слева от главного алтаря, консоли, которые подпирают ребра свода. В склепе под алтарем урна из позолоченной меди и надгробие апостола с надписью на греческом языке. Из фресок купола кисти Лучано Батоли, после разрушения базилики нацистами, сохранилось лишь изображение святого Матфея Евангелиста. Остальные фрески реконструированы Антонио Пьерматтео. 14 стояний Крестного пути были сделаны местным уроженцем Стефано Дуранте. В склепе находится Распятие, выполненное скульптором Альдо Д'Адамо.

## Описание

### Капелла Святого Фомы
Внутри капеллы находятся барельефы в первой половине XIX века работы Винченцо Переца. По обеим сторонам видны керамические панно «Ортонцы на Хиосе» и «Перенесение мощей Святого Фомы в Ортону» работы Томмазо Кашеллы. Здесь же хранится серебряный бюст Святого Апостола Фомы, изготовленный в 1800 году на заводе в Неаполе.

### Капелла Святых Даров
В этой капелле особый интерес представляют два рельефа «Тайная вечеря» и «Если не умалитесь» в первой половины XIX века работы Винченцо Переца. На стенах часовни можно увидеть две картины в 1985 года кисти Франко Шуско.

### Перенесение мощей
6 сентября 1258 года в Ортону прибыли мощи святого апостола Фомы, украденные из церкви на острове Хиос в Эгейском море пиратом Леоне Аччаюоли, командиром трёх галер во флоте князя Манфреди против Генуи. В 1259 году Никола, нотариус из Бари, засвидетельствовал подлинность мощей апостола. Также было предъявлено надгробие из Эдессы в Месопотамии, где мощи апостола находились с III века. В 1566 году его могила и останки были осквернены турецкими войсками. В настоящее время мощи покоятся под алтарем в крипте из золоченной меди с изображением урны, сделанной в 1612 году местным уроженцем Томмазо Алессандрини.

## Научные исследования
В 1985 и 1986 годах ученые из Университета Кьети и Надзора за памятниками провели научное исследование мощей. В целом заключение гласит: « (…) останки принадлежат скелету мужчины невысокого роста 160 (+/-10) см, в возрасте между 50 и 70 годами, страдавшему ревматизмом…». Кроме того, в научном докладе, говорится, что присутствуют отдельные «следы переломов костей, чей одновременный характер свидетельствует об умышленном нанесении травм острым предметом».
В апокрифических «Деяниях Фомы» смерть апостола описывается следующим образом: «… Закончив молиться, он сказал воинам: „Теперь выполняйте приказ тех, кто послал вас“. И все вместе они пронзили его копьями. Он упал и умер».

## Почитание
Святой апостол Фома, вместе с образом Мадонна дель Понте, почитается патроном архиепархии Ланчано-Ортона. Литургический память ему празднуется 3 июля во всей Римско-католической церкви и ещё в первое воскресенье мая, но только в архиепархии Ланчано-Ортона. Последний праздник называется «Пердоно» («Прощение») из-за дарованной ему Папами обычной индульгенции.

## Паломничество
3 июня 2005 года в соборе в течение дня находилась статуя Мадонны дель Понте, покровительницы архиепархии, по случаю Евхаристического и Марианского года. С 1 по 15 декабря 2009 года в храме находились мощи Папы Целестина V по случаю «Целестинского Юбилея».